# Exploratorium

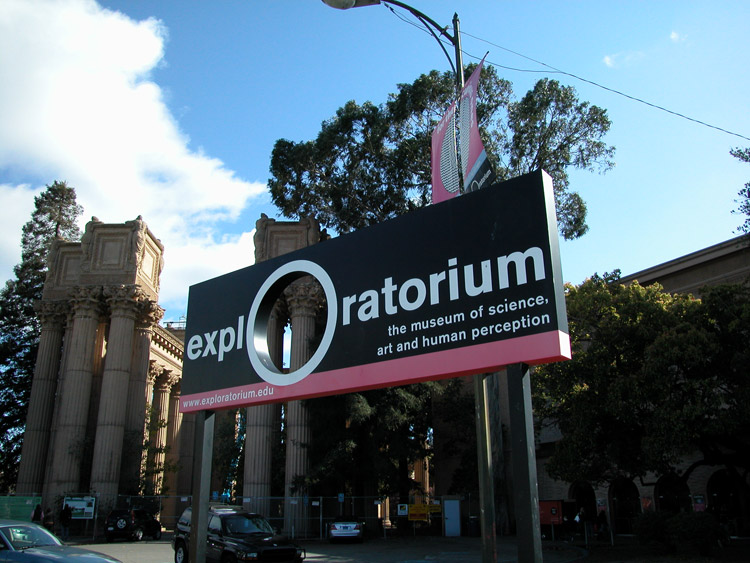
Exploratorium, em São Francisco

O Exploratorium é um museu de ciência, tecnologia e artes em San Francisco, Califórnia. A natureza participativa de suas exposições e sua auto-identificação como um centro de aprendizagem informal levou a ser citado como o protótipo para museus participativos em todo o mundo.
O Exploratorium foi fundado pelo físico e educador Frank Oppenheimer e inaugurado em 1969 no Palace of Fine Arts, sua residência até 2 de janeiro de 2013. Em 17 de abril de 2013, o Exploratorium reabriu nos Piers 15 e 17 do Embarcadero de São Francisco. O interior e o exterior históricos do Pier 15 foram amplamente renovados antes da mudança e estão divididos em várias galerias separadas principalmente por conteúdo, incluindo a física de ver e ouvir (Luz e Som), Comportamento Humano, Sistemas Vivos, Eletricidade e Magnetismo, a Galeria ao ar livre e a Galeria do Observatório da Baía, que se concentra no ambiente local, clima e paisagem.
Desde a fundação do museu, foram criadas mais de 1 000 exposições participativas. O espaço da oficina de construção de exposições está contido no museu e está aberto à vista. Além do espaço de exposição pública, o Exploratorium tem se engajado no desenvolvimento profissional de professores, na reforma do ensino de ciências e na promoção de museus como centros de educação informal desde sua fundação.